# Ectropothecium falcifolium
Ectropothecium falcifolium là một loài Rêu trong họ Hypnaceae. Loài này được (Dixon) N. Nishim. mô tả khoa học đầu tiên năm 1985.